# Agapetes xizangensis
Agapetes xizangensis là một loài thực vật có hoa trong họ Thạch nam. Loài này được S.H.Huang mô tả khoa học đầu tiên năm 1987.